# Ida Jessen
Ida Jessen, född 25 september 1964 i Gram, är en dansk författare och översättare. Hennes författarskap spänner sig brett över romaner, noveller och barnböcker. Hon har även översatt norsk litteratur, däribland romaner av Lars Saabye Christensen och Karin Fossum, till danska. Hon är sedan 2012 ledamot i Det Danske Akademi.
Isa Jessen är dotter till Peter Jessen och Gudrun Jessen. Fadern var sockenpräst i Thyreborg socken, där hon växte upp och modern gymnasielärare i engelska och latin i Ikast. Hon utbildade sig i litteraturhistoria och medievetenskasp på Århus universitet, där hon avlade magisterexamen 1990.
Hon debuterade före sin examen med novellsamlingen Under sten 1989. Hennes romaner präglas av socialrealism och skildringar av olika människors situationer. Han har tillsammans med sin mor Gudrun Jessen översatt verk av Alice Munro.
Hon fick 2009 Søren Gyldendal-priset och fick 2010 De Gyldne Laurbær för "Børnene". Hon fick 2016 DR Romanprisen för "En ny tid" och Kritikerpriset 2017 för "Doktor Bagges anagram".

## Priser och utmärkelser
- Gyldendals Boglegat (2000)
- Jeanne og Henri Nathansens Fødselsdagslegat (2003)
- Holger Drachmann-legatet (2006)
- BG Banks Litteraturpris (2006)
- Jytte Borberg Prisen (2006)
- Tagea Brandts Rejselegat for kvinder (2009)
- Søren Gyldendal-priset (2009)
- De Gyldne Laurbær (2010)
- Blicherpriset (2011)
- Kritikerpriset (2017)